# 25-ヒドロキシコレステロール-7α-ヒドロキシラーゼ
25-ヒドロキシコレステロール7α-ヒドロキシラーゼ（25-hydroxycholesterol 7α-hydroxylase）は、次の化学反応を触媒する酸化還元酵素である。
- (1) コレスト-5-エン-3β,25-ジオール + NADPH + H+ + O2 {\displaystyle \rightleftharpoons } コレスト-5-エン-3β,7α,25-トリオール + NADP+ + H2O
- (2) コレスト-5-エン-3β,27-ジオール + NADPH + H+ + O2 {\displaystyle \rightleftharpoons } コレスト-5-エン-3β,7α,27-トリオール + NADP+ + H2O

この酵素の基質はコレスト-5-エン-3β,25-ジオール、NADPH、H+とO2で、生成物はコレスト-5-エン-3β,7α,25-トリオールまたはコレスト-5-エン-3β,7α,27-トリオール、NADP+とH2Oである。
組織名はcholest-5-ene-3β,25-diol,NADPH:oxygen oxidoreductase (7α-hydroxylating)で、別名に25-hydroxycholesterol 7α-monooxygenase、CYP7B1、CYP7B1 oxysterol 7α-hydroxylaseがある。